# Melissa Mathison
Melissa Marie Mathison (Los Angeles, 1950. június 3. - Los Angeles, 2015. november 4.) amerikai forgatókönyvíró és aktivista volt. Leginkább a The Black Stallion (1979) és az E. T., a földönkívüli (1982) című filmek forgatókönyvírójaként ismert, utóbbival meg is nyerte a Saturn-díjat a "legjobb forgatókönyv" kategóriában, illetve Oscar-díjra is jelölték.
Később a The Indian in the Cupboard (1995) című film írója volt, illetve az 1997-es Kundun című életrajzi filmdráma forgatókönyvét is ő írta. Utolsó munkája a 2016-os The BFG című film forgatókönyve volt.

## Élete
1950. június 3-án született Los Angelesben, Richard Randolph és Margaret Jean Mathison gyermekeként. 1968-ban érettségizett a Providence High School tanulójaként. Ezután a University of California, Berkeley egyetemen folytatta tanulmányait. Mathison családja barátságban álltak Francis Ford Coppolával. Coppola munkát ajánlott Mathisonnak, mint segéd a A Keresztapa II. című filmben. Ezt a munkát Mathison el is fogadta.
Coppola bátorítására megírta a The Black Stallion című regény alapján készült film forgatókönyvét, amely megragadta Steven Spielberg figyelmét.

## A dalai láma
1990-ben ismerkedett meg és barátkozott össze a Dalai Lámával, amikor a Kundun forgatókönyvén dolgozott.

## Magánélete
1983-tól 2004-ig Harrison Ford volt a férje. Két gyermekük született. Mathison 2015. november 4-én hunyt el rákban. 65 éves volt.